# Lista gmin w stanie Guanajuato

Lokalizacja stanu Guanajuato na mapie Meksyku

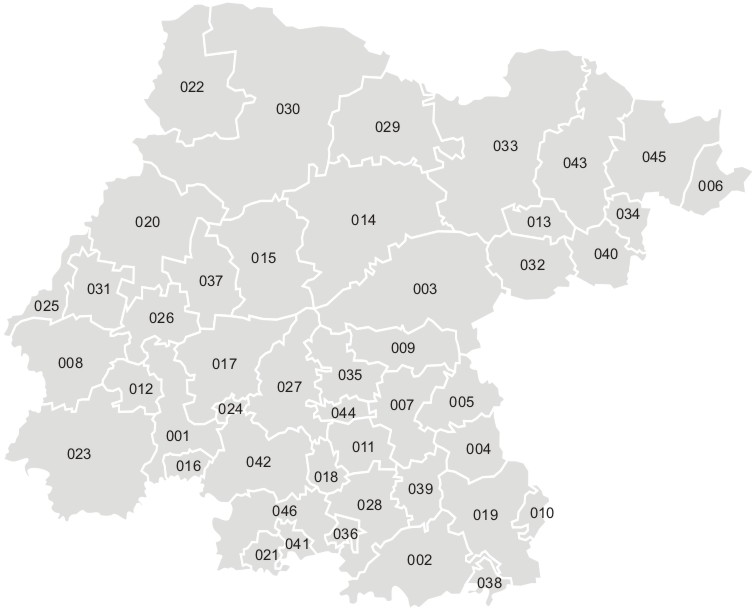
Gminy stanu Guanajuato oznaczone kodami Meksykańskiego Instytutu Statystycznego

Meksykański stan Guanajuato podzielony jest na 46 gmin (hiszp. municipios).
| INEGI (kod statystyczny) | Nazwa gminy                   | Siedziba władz                                     | Liczba ludności | HDI    |
| ------------------------ | ----------------------------- | -------------------------------------------------- | --------------- | ------ |
| 001                      | Abasolo                       | Abasolo                                            | 77 094          | 0,7224 |
| 002                      | Acámbaro                      | Acámbaro                                           | 101 762         | 0,7525 |
| 003                      | Allende                       | San Miguel de Allende                              | 139 297         | 0,7455 |
| 004                      | Apaseo el Alto                | Apaseo el Alto                                     | 57 942          | 0,7472 |
| 005                      | Apaseo el Grande              | Apaseo el Grande                                   | 73 863          | 0,7408 |
| 006                      | Atarjea                       | Atarjea                                            | 5 035           | 0,6018 |
| 007                      | Celaya                        | Celaya                                             | 415 869         | 0,8193 |
| 008                      | Manuel Doblado                | Ciudad Manuel Doblado                              | 34 313          | 0,7292 |
| 009                      | Comonfort                     | Comonfort                                          | 70 189          | 0,7354 |
| 010                      | Coroneo                       | Coroneo                                            | 10 972          | 0,7284 |
| 011                      | Cortazar                      | Cortázar                                           | 83 175          | 0,7729 |
| 012                      | Cuerámaro                     | Cuerámaro                                          | 23 960          | 0,7359 |
| 013                      | Doctor Mora                   | Doctor Mora                                        | 21 304          | 0,6821 |
| 014                      | Dolores Hidalgo               | Dolores Hidalgo, Cuna de la Independencia Nacional | 134 641         | 0,7370 |
| 015                      | Guanajuato                    | Guanajuato                                         | 153 364         | 0,7996 |
| 016                      | Huanímaro                     | Huanímaro                                          | 18 456          | 0,7178 |
| 017                      | Irapuato                      | Irapuato                                           | 463 103         | 0,7985 |
| 018                      | Jaral del Progreso            | Jaral del Progreso                                 | 31 780          | 0,7606 |
| 019                      | Jerécuaro                     | Jerécuaro                                          | 46 137          | 0,6753 |
| 020                      | León                          | León                                               | 1 278,087       | 0,8310 |
| 021                      | Moroleón                      | Moroleón                                           | 46 751          | 0,8026 |
| 022                      | Ocampo                        | Ocampo                                             | 20 579          | 0,7041 |
| 023                      | Pénjamo                       | Pénjamo                                            | 138 157         | 0,7280 |
| 024                      | Pueblo Nuevo                  | Pueblo Nuevo                                       | 5 790           | 0,7228 |
| 025                      | Purísima del Rincón           | Purísima de Bustos                                 | 55 910          | 0,7664 |
| 026                      | Romita                        | Romita                                             | 50 580          | 0,7091 |
| 027                      | Salamanca                     | Salamanca                                          | 233 253         | 0,7886 |
| 028                      | Salvatierra                   | Salvatierra                                        | 92 411          | 0,7482 |
| 029                      | San Diego de la Unión         | San Diego de la Unión                              | 34 401          | 0,6852 |
| 030                      | San Felipe                    | San Felipe                                         | 95 896          | 0 7042 |
| 031                      | San Francisco del Rincón      | San Francisco del Rincón                           | 103 127         | 0,7840 |
| 032                      | San José Iturbide             | San José Iturbide                                  | 59 127          | 0,7499 |
| 033                      | San Luis de la Paz            | San Luis de la Paz                                 | 101 370         | 0,7279 |
| 034                      | Santa Catarina                | Santa Catarina                                     | 4 554           | 0,6090 |
| 035                      | Santa Cruz de Juventino Rosas | Santa Cruz de Juventino Rosas                      | 70 323          | 0,7289 |
| 036                      | Santiago Maravatío            | Santiago Maravatío                                 | 6 389           | 0,7114 |
| 037                      | Silao                         | Silao                                              | 147 123         | 0,7545 |
| 038                      | Tarandacuao                   | Tarandacuao                                        | 10 252          | 0,7527 |
| 039                      | Tarimoro                      | Tarimoro                                           | 33 104          | 0,7252 |
| 040                      | Tierra Blanca                 | Tierra Blanca                                      | 16 136          | 0,6156 |
| 041                      | Uriangato                     | Uriangato                                          | 53 077          | 0,7786 |
| 042                      | Valle de Santiago             | Valle de Santiago                                  | 127 945         | 0,7475 |
| 043                      | Victoria                      | Victoria                                           | 19 112          | 0,6563 |
| 044                      | Villagrán                     | Villagrán                                          | 49 563          | 0,7673 |
| 045                      | Xichú                         | Xichú                                              | 10 592          | 0,6373 |
| 046                      | Yuriria                       | Yuriria                                            | 63 447          | 0,7344 |